# Natura Histrica
Natura Histrica je javna ustanova za upravljanje zaštićenim područjima i drugim zaštićenim prirodnim vrijednostima na području Istarske županije sa sjedištem u Rovinju.
Osnovana je 29. prosinca 1996., a kao samostalna pravna osoba upisana je 1996. u sudski registar. Osnovna područja rada ustanove jesu inventarizacija podataka o zaštićenim dijelovima prirode (ZDP), izradba osnova gospodarenja, pejzažnih osnova te mjera zaštite za ZDP, izradba pilot-projekta provedbe posebnog režima gospodarenja, promotivne aktivnosti izradbe kataloga i sličnih publikacija o ZDP, obilježavanje na terenu i nadzor obavljanja dopuštenih gospodarskih djelatnosti u zaštićenim područjima.
Financira se iz sredstava županijskog proračuna osiguranih za tu namjenu, proračuna nekih gradova i općina, sredstava koja ustanova stekne obavljanjem svoje djelatnosti te iz drugih zakonom predviđenih izvora.

## Vanjske poveznice
stranice Nature Histrice